# Jagodje
Jagodje este o localitate din comuna Izola, Slovenia, cu o populație de 2.153 de locuitori.